# Liste des pays par population en 1600
Les estimations données pour cette liste des pays du monde par population en 1600 datent du début de cette année et les chiffres de population exacts concernent les pays qui ont organisé un recensement à différentes dates au cours de cette année-là. La majeure partie de ces chiffres provient de Two Thousand Years of Economic Statistics d'Alexander V. Avakov (Volume 1), pages 15 à 17, qui couvrent les chiffres de population de l'année 1600 selon les frontières actuelles. Avakov, à son tour, cite une variété de sources, et principalement Angus Maddison.
À noter d'ailleurs qu'à cause de l'intrication dynastique de certains domaines, certains territoires peuvent être comptés plusieurs fois, et que le total des populations donné est donc supérieur à la population mondiale.

## Liste des pays par population en 1600
|  |

La source utilisée estime la population de ces nations dans leus frontières modernes, les estimations sont donc probablement inexactes.

## Remarques
1. ↑  En 1600, les Moghols régnaient sur environ 50 % de l'Inde, qui comptait alors 113 millions d'habitants, selon Avakov.
2. ↑  Combinaison des populations répertoriées par Avakov pour l'Allemagne (16 millions), l'Autriche (2,5 millions), la Tchéquie (3,242 millions), la Belgique (1,6 million), la Suisse (1 million), la Slovénie (0,248 million) et un tiers de l'Italie (4,3 millions) donne 28,9 millions d'habitants (Avakov, p. 15). Ce total n'inclut pas les divers territoires de l'Empire aujourd'hui français tels que la Franche-Comté (gouvernée par les Habsbourg espagnols), les départements du Nord et du Pas-de-Calais (gouvernés par les Habsbourg espagnols dans le cadre des Pays-Bas espagnols), l'Alsace ou le comté de Nice (gouverné par les Savoyards). Bien qu'elle soit toujours revendiquée par l'Empereur, ce total ne compte pas non plus la République des Pays-Bas, en pratique indépendante. Une estimation des Archives de guerre autrichiennes dans la première décennie du xVIIIe siècle (la plupart des chercheurs s'accordent à dire que les zones de l'Empire couvertes avaient une population similaire au début du xVIIe siècle au début du xVIIIe siècle)[5] donne une population de 28 millions pour les terres allemandes, la Bohême et les Pays-Bas espagnols, ce qui totaliserait 33,5 millions pour l'ensemble de l'Empire au début du xVIIe siècle, à l'exclusion des territoires dits français (les populations italiennes et suisses sont énumérées ci-dessous pour leurs États individuels). Cependant, Benecke considère que le chiffre des Archives de guerre autrichiennes est « trop généreux »[6]. Une autre source donne une population de 20 millions pour « l'Allemagne, l'Autriche et la Bohême »[7]. En ajoutant à ce chiffre ceux déjà mentionnés pour les Pays-Bas espagnols, la Suisse et l'Italie, on obtient une population d'environ 27 millions, plus les territoires français.
3. ↑  Smith donne le chiffre de 800 000 pour la « Savoie en Italie », sans préciser si cela se réfère à l'ensemble de l'État savoyard ou seulement à ses territoires italiens du Piémont et de la Vallée d'Aoste (excluant ainsi la Savoie proprement dite et le comté de Nice). Cependant, une autre source[10] donne la population du Piémont au début du XVIIe siècle à 700 000, et celle de la Savoie proprement dite à 400 000, sans donner de chiffres pour Aoste ou Nice, ce qui indique que l'utilisation par Smith de la « Savoie en Italie » ne se réfère en effet qu'au Piémont et à Aoste.
4. ↑  Aux XVe et XVIe siècles, l'empire songhaï régnait sur une superficie d'environ 1 400 000 km². À la même époque, la densité de population de l'Afrique de l'Ouest était de 20 personnes par kilomètre carré, une moyenne entre les estimations de Manning et Niane.
5. ↑  Aucun recensement à grande échelle n’a été mené. Les recensements existants de cette période ne couvrent que quatre corridors de peuplement en Basse-Birmanie : Bassein-Myaungmya dans le delta occidental ; Martaban-Moulmein littoral ; Myan Aung à Danubyu dans le delta oriental ; Pegu-Syriam-Dagon — région de la capitale. En 1581, un recensement régional des 16 principales communes de Basse-Birmanie a montré une population combinée de moins de 28 000 foyers (soit ~200 000 personnes). Le tout premier recensement de la vallée de l’Irrawaddy n’a été mené qu’en 1638, et les résultats n’ont pas survécu (Lieberman 1984 pp. 18-21). Les estimations ci-dessus de la population de l’empire indiquent plus de 6 millions. En 1600, la région la plus peuplée de l'ancien empire était la Haute-Birmanie (1,5 million)[38], suivie des hautes terres Shan (1 million)[39] et de la Basse-Birmanie (0,5 million)[40], pour un total d'au moins 5,5 millions. Les estimations pour Lan Na, Lan Xang et Manipur ne sont pas connues. La taille de la population de l'empire avant les guerres dévastatrices de 1584-1599 était probablement supérieure à 6 millions. Selon un recensement de 1581, la population de la région de la capitale Pegu n'était que d'environ 200 000 habitants[40].
6. ↑  Les systèmes politiques de l'Asie du Sud-Est étaient traditionnellement centrés sur la capitale. La capitale, Mrauk U, comptait 160 000 habitants en 1635.